# Universallexikon

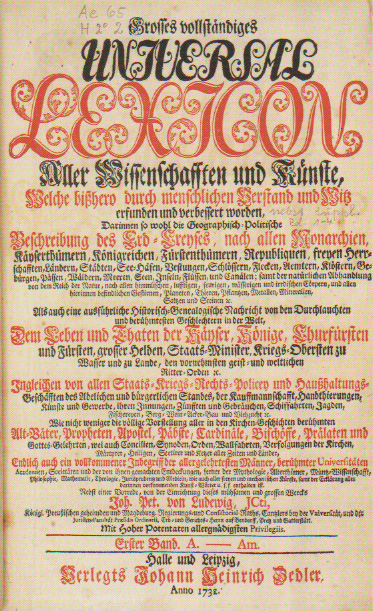
Titelseite von Zedlers Universal-Lexikon (1731–1754)

Die Bezeichnung Universallexikon tragen seit dem 17. Jahrhundert eine Reihe höchst unterschiedlicher Realwörterbücher. Die Skala reicht vom 64-bändigen „Zedler“ des 18. Jahrhunderts über den 26-bändigen „Pierer“ des 19. zum einbändigen Bertelsmann Universallexikon des 20. Jahrhunderts. Darüber hinaus entstanden in dieser Zeit weitere Realwörterbücher, die zwar nicht den Titel Universallexikon tragen, aber mit diesem die Absicht teilen, Informationen zu allen Bereichen des Wissens zu vermitteln. Die jeweilige Darstellungstiefe weicht jedoch außerordentlich voneinander ab.

## Geschichte
Die umfangreichen Werke des 18. und 19. Jahrhunderts, die sich als Universallexikon bezeichneten, hatten den gleichen umfassenden Anspruch wie die Werke, die den Titel Enzyklopädie trugen. Da die Enzyklopädien sich nach dem Beispiel der Encyclopédie von der systematischen Darstellung zur Wörterbuchdarstellung entwickelten, traten sie in Konkurrenz zu den Universallexika. Das höhere Image der Enzyklopädie setzte sich im Laufe des 19. Jahrhunderts durch und ließ für das Universallexikon nur noch die Kurzform übrig.
Das Konversationslexikon entwickelte sich im 19. Jahrhundert ebenfalls zu einem Universallexikon. Auch dieser Typ fiel dem höheren Image der Enzyklopädie zum Opfer und wurde im 20. Jahrhundert vollständig aufgegeben.
Im Gegensatz zum an den interessierten, aber nicht speziell gebildeten Leser gerichteten Konversationslexikon wollte das Universallexikon ursprünglich den gelehrten Laien, ihn in Disziplinen einführend, in denen er kein Experte ist, ansprechen.
Zu den Universallexika können auch Werke gezählt werden, die zwar nicht das gesamte Wissen abdecken, sich von den Speziallexika (siehe Fachlexikon) aber durch die Berücksichtigung vieler und unterschiedlicher Fachgebiete deutlich abheben.

## Beispiele
- Johann Jakob Hofmann (1635–1706): Lexicon Universale.[2]
- Allgemeines Lexikon der Künste und Wissenschaften. 1721
- Grosses vollständiges Universal-Lexicon Aller Wissenschafften und Künste. 1731–1754 (auch „Zedlersches Lexikon“ und „Lexicon Universale Zedlerianum“ genannt)
- Universal-Lexikon der Gegenwart und Vergangenheit. 1824–1836
- Der neue Herder: von A–Z. 2 Bände. Herder, Freiburg i.Br. 1949.
- Lexikon A–Z in einem Band. Bibliographisches Institut und Verlag Enzyklopädie, Leipzig 1953.
- Meyers Universallexikon. 4 Bände. Bibliographisches Institut, Leipzig 1978–1980 (Kurzausgabe von Meyers Neues Lexikon in 15 Bänden, Leipzig 1971–1977).
- Bertelsmann-Universallexikon. Bertelsmann, Gütersloh 1998.